# Oncocnemis simplex
Oncocnemis simplex är en fjärilsart som beskrevs av Smith 1888. Oncocnemis simplex ingår i släktet Oncocnemis och familjen nattflyn. Inga underarter finns listade i Catalogue of Life.